# Iden (East Sussex)
Iden – wieś w Anglii, w hrabstwie East Sussex, w dystrykcie Rother. Leży 84 km na południowy wschód od Londynu. W 2007 miejscowość liczyła 457 mieszkańców.